# Toxicodendron sylvestre
Toxicodendron sylvestre là một loài thực vật có hoa trong họ Đào lộn hột. Loài này được (Siebold & Zucc.) Kuntze miêu tả khoa học đầu tiên năm 1891.